# Johann Baptist von Schauenburg

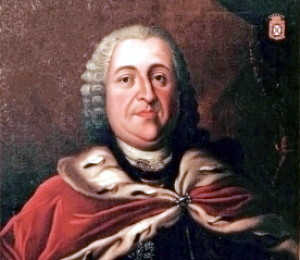
Johann Baptist von Schauenburg

Johann Baptist Freiherr von Schauenburg (* 29. August 1701 in Herlisheim; † 6. März 1775 in Valletta) war von 1755 bis 1775 Großprior des deutschen Malteserorden und Reichsfürst der Herrschaft Heitersheim.

## Leben
Johann Baptist wurde am 29. August 1701 als Sohn des Franz Joseph von Schauenburg (1667–1738) zu Herlisheim und der Maria Regina von Froberg geboren. Die Stammburg Schauenburg liegt bei Oberkirch im Ortenaukreis (Baden-Württemberg). Bereits im Alter von 3 Jahren wurde er in den Malteserorden aufgenommen. Von Schauenburgs Eltern wurde das Privileg dieser frühen Aufnahme ihres Sohnes erteilt, wodurch diesem blendende Chancen eröffnet wurden, da im Orden viele Posten nach dem Dienstalter (Anciennität) vergeben wurden und hierfür zählten auch schon diese Kinderjahre. Am 23. Oktober 1716 erfolgte dann der tatsächliche Eintritt (Aufschwörung) in den Orden als Novize. Militärische Erfahrung sammelte er im französischen Regiment Picardie (1723). Später wurde er Kapitän einer Ordensgaleere. Von 1724 bis 1729 war er Friedensstifter unter seinen Mitbrüdern, also eine Art Schiedsmann in Streitfragen. 1726 war er Kommissar für das Gesundheitswesen in Malta und auch Verwalter der Adelszeugnisse der Ordensritter. 1735, 1739 und 1741 fungierte er als Rat der deutschen Zunge in Malta. 1735 war er auch Richter und Finanzprüfer der deutschen Zunge. 1735 und 1740 war er Mitglied der Kommission für die Galeeren. 1752 und 1755 war er Prokurator des Öffentlichen Schatzamtes. Vom 17. Februar 1752 bis 7. Februar 1755 war er Großbailli des Malteserordens.
Schon 1750 (bis 1755) waren ihm die Kommenden Bruchsal und (Kron-)Weissenburg zugewiesen worden, und 1753 erhielt er die Kommende Villingen, die er bis 1775 innehatte.
Am 15. Februar 1755 wurde Johann Baptist von Schauenburg vom Großmeister Manuel Pinto de Fonseca zum Großprior von Deutschland ernannt. Zu seinem Amt als Großprior erhielt von Schauenburg die Prioratskommenden Utrecht, Köln, Heimbach, Bubikon und Freiburg i. Br. In Neuhausen stößt man auf Spuren seiner Bautätigkeit.
Auch nach seiner Ernennung zum deutschen Großprior wurden von Schauenburg weiterhin Ordensfunktionen auf Malta übertragen, wo er u. a. zeitweise mit Aufgaben bei der militärischen Vorbereitung gegen einen 1761 befürchteten Angriff der Türken und mit der Überwachung der Ordensflotte betraut war. 1772 war er Kommissar der Reiseinstitution und Mitglied der Kommission, die Anweisungen für die Karawanen und Kriegszüge ausarbeitete. 1774 war er Beauftragter für die Verteidigungsanlagen.
Johann Baptist von Schauenburg starb am 6. März 1775 in Valletta und wurde in der dortigen St. John’s Co-Cathedral beigesetzt. Sein aufwändig gestaltete Grabplatte ist erhalten.

## Anmerkung
1. ↑  Staehle gibt als Geburtsdatum den 1. August 1701 an.
2. ↑  Die von Galea und Ebe genannten Kommenden Hohenrain und Reiden (Galea) sowie Münster und Steinfurt (Ebe), die angeblich noch ihm verliehen wurden, waren im Besitz eines etwas jüngeren Namensvetters.

| Vorgänger                     | Amt                                                                        | Nachfolger                               |
| ----------------------------- | -------------------------------------------------------------------------- | ---------------------------------------- |
| Philipp Joachim von Prassberg | Großprior des deutschen Malteserordens und Fürst von Heitersheim 1755–1775 | Franz Christoph Sebastian von Remchingen |

| Personendaten    | Personendaten                                                                 |
| ---------------- | ----------------------------------------------------------------------------- |
| NAME             | Schauenburg, Johann Baptist von                                               |
| KURZBESCHREIBUNG | Grossprior des deutschen Grosspriorats der Malteser und Fürst von Heitersheim |
| GEBURTSDATUM     | 29. August 1701                                                               |
| GEBURTSORT       | Herrlisheim-près-Colmar                                                       |
| STERBEDATUM      | 6. März 1775                                                                  |
| STERBEORT        | Valletta                                                                      |